# 4 Heures du Castellet 2020
Navigation
Édition précédente Édition suivante
Les 4 Heures du Castellet 2020, disputées le 19 juillet 2020 sur le circuit Paul-Ricard, sont la vingt-septième édition de cette course, la onzième sur un format de quatre heures, et la première manche de l'European Le Mans Series 2020.

## Engagés
La liste officielle des engagés était composée de 36 voitures, dont 15 en LMP2, 12 en LMP3 et 9 en LM GTE au lieu des 37 voitures originellement annoncées. En effet, la Ferrari 488 GTE Evo n°69 de l'écurie suisse Kessel Racing a déclaré forfait une semaine avant l'épreuve,,.
Du fait de l'accident de Katherine Legge lors des essais précédent la course,, celle-ci a été remplacée au pied levé par André Negrão, également pilote du Richard Mille Racing Team en Championnat du monde d'endurance FIA.

## Qualifications
| Pos. | Classe | N° | Équipe                    | Pilote             | Temps          | Écart  |
| 1    | LMP2   | 22 | United Autosports         | Filipe Albuquerque | 1 min 38 s 268 | --     |
| 2    | LMP2   | 26 | G-Drive Racing            | Nyck de Vries      | 1 min 38 s 505 | 0.237  |
| 3    | LMP2   | 32 | United Autosports         | Alex Brundle       | 1 min 38 s 736 | 0.468  |
| 4    | LMP2   | 28 | IDEC Sport Racing         | Paul-Loup Chatin   | 1 min 38 s 887 | 0.619  |
| 5    | LMP2   | 21 | DragonSpeed               | Ben Hanley         | 1 min 39 s 005 | 0.737  |
| 6    | LMP2   | 37 | Cool Racing               | Nicolas Lapierre   | 1 min 39 s 115 | 0.847  |
| 7    | LMP2   | 31 | Panis Racing              | Will Stevens       | 1 min 39 s 400 | 1.132  |
| 8    | LMP2   | 24 | Algarve Pro Racing        | Loic Duval         | 1 min 39 s 430 | 1.162  |
| 9    | LMP2   | 25 | Algarve Pro Racing        | Gabriel Aubry      | 1 min 39 s 476 | 1.208  |
| 10   | LMP2   | 30 | Duqueine Team             | Tristan Gommendy   | 1 min 39 s 506 | 1.238  |
| 11   | LMP2   | 39 | Graff Racing              | Thomas Laurent     | 1 min 39 s 573 | 1.305  |
| 12   | LMP2   | 20 | High Class Racing         | Anders Fjordbach   | 1 min 39 s 957 | 1.689  |
| 13   | LMP2   | 50 | Richard Mille Racing Team | Tatiana Calderón   | 1 min 40 s 123 | 1.855  |
| 14   | LMP2   | 34 | Inter Europol Competition | Matevos Isaakyan   | 1 min 40 s 129 | 1.861  |
| 15   | LMP2   | 35 | BHK Motorsport            | Sergio Campana     | 1 min 40 s 777 | 2.509  |
| 16   | LMP3   | 2  | United Autosports         | Wayne Boyd         | 1 min 48 s 315 | 10.047 |
| 17   | LMP3   | 4  | DKR Engineering           | Laurents Hörr      | 1 min 48 s 399 | 10.131 |
| 18   | LMP3   | 15 | RLR Msport                | Malthe Jakobsen    | 1 min 48 s 457 | 10.189 |
| 19   | LMP3   | 8  | Realteam Racing           | David Droux        | 1 min 48 s 485 | 10.217 |
| 20   | LMP3   | 3  | United Autosports         | Duncan Tappy       | 1 min 48 s 833 | 10.565 |
| 21   | LMP3   | 11 | EuroInternational         | Niko Kari          | 1 min 48 s 842 | 10.574 |
| 22   | LMP3   | 13 | Inter Europol Competition | Nigel Moore        | 1 min 48 s 874 | 10.606 |
| 23   | LMP3   | 10 | Nielsen Racing            | Garett Grist       | 1 min 49 s 611 | 11.343 |
| 24   | LMP3   | 9  | Graff                     | Vincent Capillaire | 1 min 49 s 632 | 11.364 |
| 25   | LMP3   | 7  | Nielsen Racing            | Colin Noble        | 1 min 49 s 806 | 11.538 |
| 26   | LMP3   | 16 | BHK Motorsport            | Andrea Fontana     | 1 min 50 s 082 | 11.814 |
| 27   | LMP3   | 5  | Graff                     | Eric Trouillet     | 1 min 50 s 673 | 12.405 |
| 28   | LMGTE  | 74 | Kessel Racing             | Nicola Cadei       | 1 min 51 s 729 | 13.461 |
| 29   | LMGTE  | 98 | Aston Martin Racing       | Ross Gunn          | 1 min 51 s 745 | 13.477 |
| 30   | LMGTE  | 55 | Spirit of Race            | Matt Griffin       | 1 min 51 s 780 | 13.512 |
| 31   | LMGTE  | 77 | Proton Competition        | Alessio Picariello | 1 min 51 s 781 | 13.513 |
| 32   | LMGTE  | 60 | Iron Lynx                 | Andrea Piccini     | 1 min 51 s 843 | 13.575 |
| 33   | LMGTE  | 93 | Proton Competition        | Richard Lietz      | 1 min 51 s 892 | 13.624 |
| 34   | LMGTE  | 83 | Iron Lynx                 | Michelle Gatting   | 1 min 52 s 437 | 14.169 |
| 35   | LMGTE  | 66 | JMW Motorsport            | Jody Fannin        | 1 min 52 s 820 | 14.552 |
| 36   | LMGTE  | 51 | AF Corse                  | Christoph Ulrich   | 1 min 53 s 870 | 15.602 |

## Course
Voici le classement provisoire au terme de la course.
- Les vainqueurs de chaque catégorie sont signalés par un fond jauni.
- Pour la colonne Pneus, il faut passer le curseur au-dessus du modèle pour connaître le manufacturier de pneumatiques.

| Pos  | Classe | no | Écurie                    | Pilotes                                                   | Châssis                        | Pneus | Tours | Temps                 |
| Pos  | Classe | no | Écurie                    | Pilotes                                                   | Moteur                         | Pneus | Tours | Temps                 |
| ---- | ------ | -- | ------------------------- | --------------------------------------------------------- | ------------------------------ | ----- | ----- | --------------------- |
| 1    | LMP2   | 32 | United Autosports         | Will Owen Alex Brundle Job van Uitert                     | Oreca 07                       | M     | 132   | 4 h 00 min 50 s 054   |
| 1    | LMP2   | 32 | United Autosports         | Will Owen Alex Brundle Job van Uitert                     | Gibson GK428 4,2 l V8 Atmo     | M     | 132   | 4 h 00 min 50 s 054   |
| 2    | LMP2   | 26 | G-Drive Racing            | Roman Rusinov Mikkel Jensen Nyck de Vries                 | Aurus 01                       | M     | 132   | + 21 s 146            |
| 2    | LMP2   | 26 | G-Drive Racing            | Roman Rusinov Mikkel Jensen Nyck de Vries                 | Gibson GK428 4,2 l V8 Atmo     | M     | 132   | + 21 s 146            |
| 3    | LMP2   | 22 | United Autosports         | Phil Hanson Filipe Albuquerque                            | Oreca 07                       | M     | 132   | + 34 s 073            |
| 3    | LMP2   | 22 | United Autosports         | Phil Hanson Filipe Albuquerque                            | Gibson GK428 4,2 l V8 Atmo     | M     | 132   | + 34 s 073            |
| 4    | LMP2   | 37 | Cool Racing               | Nicolas Lapierre Antonin Borga Alexandre Coigny           | Oreca 07                       | M     | 132   | + 50 s 418            |
| 4    | LMP2   | 37 | Cool Racing               | Nicolas Lapierre Antonin Borga Alexandre Coigny           | Gibson GK428 4,2 l V8 Atmo     | M     | 132   | + 50 s 418            |
| 5    | LMP2   | 50 | Richard Mille Racing Team | André Negrão Tatiana Calderón                             | Oreca 07                       | M     | 132   | + 1 min 26 s 960      |
| 5    | LMP2   | 50 | Richard Mille Racing Team | André Negrão Tatiana Calderón                             | Gibson GK428 4,2 l V8 Atmo     | M     | 132   | + 1 min 26 s 960      |
| 6    | LMP2   | 24 | Algarve Pro Racing        | Henning Enqvist Loic Duval Jon Lancaster                  | Oreca 07                       | G     | 131   | + 1 tour              |
| 6    | LMP2   | 24 | Algarve Pro Racing        | Henning Enqvist Loic Duval Jon Lancaster                  | Gibson GK428 4,2 l V8 Atmo     | G     | 131   | + 1 tour              |
| 7    | LMP2   | 34 | Inter Europol Competition | Jakub Śmiechowski René Binder Matevos Isaakyan            | Ligier JS P217                 | M     | 131   | + 1 tour              |
| 7    | LMP2   | 34 | Inter Europol Competition | Jakub Śmiechowski René Binder Matevos Isaakyan            | Gibson GK428 4,2 l V8 Atmo     | M     | 131   | + 1 tour              |
| 8    | LMP2   | 21 | DragonSpeed               | Mémo Rojas Ben Hanley Ryan Cullen                         | Oreca 07                       | M     | 131   | + 1 tour              |
| 8    | LMP2   | 21 | DragonSpeed               | Mémo Rojas Ben Hanley Ryan Cullen                         | Gibson GK428 4,2 l V8 Atmo     | M     | 131   | + 1 tour              |
| 9    | LMP2   | 39 | Graff                     | James Allen Thomas Laurent Alexandre Cougnaud             | Oreca 07                       | M     | 129   | + 3 tours             |
| 9    | LMP2   | 39 | Graff                     | James Allen Thomas Laurent Alexandre Cougnaud             | Gibson GK428 4,2 l V8 Atmo     | M     | 129   | + 3 tours             |
| 10   | LMP2   | 25 | Algarve Pro Racing        | John Falb Simon Trummer Gabriel Aubry                     | Oreca 07                       | G     | 129   | + 3 tours             |
| 10   | LMP2   | 25 | Algarve Pro Racing        | John Falb Simon Trummer Gabriel Aubry                     | Gibson GK428 4,2 l V8 Atmo     | G     | 129   | + 3 tours             |
| 11   | LMP3   | 2  | United Autosports         | Wayne Boyd Tom Gamble Robert Wheldon                      | Ligier JS P320                 | M     | 122   | + 10 tours            |
| 11   | LMP3   | 2  | United Autosports         | Wayne Boyd Tom Gamble Robert Wheldon                      | Nissan VK56 5,6 l V8 Atmo      | M     | 122   | + 10 tours            |
| 12   | LMP3   | 13 | Inter Europol Competition | Martin Hippe Nigel Moore                                  | Ligier JS P320                 | M     | 122   | + 10 tours            |
| 12   | LMP3   | 13 | Inter Europol Competition | Martin Hippe Nigel Moore                                  | Nissan VK56 5,6 l V8 Atmo      | M     | 122   | + 10 tours            |
| 13   | LMP3   | 15 | RLR Msport                | Malthe Jakobsen James Dayson Ryan Harper-Ellam            | Ligier JS P320                 | M     | 121   | + 11 tours            |
| 13   | LMP3   | 15 | RLR Msport                | Malthe Jakobsen James Dayson Ryan Harper-Ellam            | Nissan VK56 5,6 l V8 Atmo      | M     | 121   | + 11 tours            |
| 14   | LMP3   | 8  | Realteam Racing           | Esteban Garcia David Droux                                | Ligier JS P320                 | M     | 121   | + 11 tours            |
| 14   | LMP3   | 8  | Realteam Racing           | Esteban Garcia David Droux                                | Nissan VK56 5,6 l V8 Atmo      | M     | 121   | + 11 tours            |
| 15   | LMP3   | 9  | Graff                     | Vincent Capillaire Arnold Robin Maxime Robin (de)         | Ligier JS P320                 | M     | 121   | + 11 tours            |
| 15   | LMP3   | 9  | Graff                     | Vincent Capillaire Arnold Robin Maxime Robin (de)         | Nissan VK56 5,6 l V8 Atmo      | M     | 121   | + 11 tours            |
| 16   | LMP3   | 11 | EuroInternational         | Thomas Erdos Niko Kari                                    | Ligier JS P320                 | M     | 121   | + 11 tours            |
| 16   | LMP3   | 11 | EuroInternational         | Thomas Erdos Niko Kari                                    | Nissan VK56 5,6 l V8 Atmo      | M     | 121   | + 11 tours            |
| 17   | LMGTE  | 77 | Proton Competition        | Christian Ried Michele Beretta Alessio Picariello         | Porsche 911 RSR                | G     | 121   | + 11 tours            |
| 17   | LMGTE  | 77 | Proton Competition        | Christian Ried Michele Beretta Alessio Picariello         | Porsche 4,0 l Flat-6 Atmo      | G     | 121   | + 11 tours            |
| 18   | LMP3   | 3  | United Autosports         | James McGuire Duncan Tappy Andrew Bentley                 | Ligier JS P320                 | M     | 120   | + 12 tours            |
| 18   | LMP3   | 3  | United Autosports         | James McGuire Duncan Tappy Andrew Bentley                 | Nissan VK56 5,6 l V8 Atmo      | M     | 120   | + 12 tours            |
| 19   | LMGTE  | 74 | Kessel Racing             | Michał Broniszewski Nicola Cadei David Perel              | Ferrari 488 GTE Evo            | G     | 120   | + 12 tours            |
| 19   | LMGTE  | 74 | Kessel Racing             | Michał Broniszewski Nicola Cadei David Perel              | Ferrari F154CB 3.9 L V8 Turbo  | G     | 120   | + 12 tours            |
| 20   | LMGTE  | 83 | Iron Lynx                 | Manuela Gostner Rahel Frey Michelle Gatting               | Ferrari 488 GTE Evo            | G     | 120   | + 12 tours            |
| 20   | LMGTE  | 83 | Iron Lynx                 | Manuela Gostner Rahel Frey Michelle Gatting               | Ferrari F154CB 3.9 L V8 Turbo  | G     | 120   | + 12 tours            |
| 21   | LMP3   | 10 | Nielsen Racing            | Rob Hodes Garett Grist Charles Crews                      | Duqueine M30 - D08             | M     | 120   | + 12 tours            |
| 21   | LMP3   | 10 | Nielsen Racing            | Rob Hodes Garett Grist Charles Crews                      | Nissan VK56 5,6 l V8 Atmo      | M     | 120   | + 12 tours            |
| 22   | LMP3   | 16 | BHK Motorsport            | Lorenzo Veglia Andrea Fontana Jacopo Baratto              | Ligier JS P320                 | M     | 120   | + 12 tours            |
| 22   | LMP3   | 16 | BHK Motorsport            | Lorenzo Veglia Andrea Fontana Jacopo Baratto              | Nissan VK56 5,6 l V8 Atmo      | M     | 120   | + 12 tours            |
| 23   | LMGTE  | 66 | JMW Motorsport            | Jody Fannin Finlay Hutchison Hunter Abbott (en)           | Ferrari 488 GTE Evo            | G     | 120   | + 12 tours            |
| 23   | LMGTE  | 66 | JMW Motorsport            | Jody Fannin Finlay Hutchison Hunter Abbott (en)           | Ferrari F154CB 3,9 l V8 Turbo  | G     | 120   | + 12 tours            |
| 24   | LMP3   | 4  | DKR Engineering           | Laurents Hörr François Kirmann Wolfgang Triller           | Duqueine M30 - D08             | M     | 119   | + 13 tours            |
| 24   | LMP3   | 4  | DKR Engineering           | Laurents Hörr François Kirmann Wolfgang Triller           | Nissan VK56 5,6 l V8 Atmo      | M     | 119   | + 13 tours            |
| 25   | LMGTE  | 51 | AF Corse                  | Christoph Ulrich Alexander West Steffen Görig             | Ferrari 488 GTE Evo            | G     | 119   | + 13 tours            |
| 25   | LMGTE  | 51 | AF Corse                  | Christoph Ulrich Alexander West Steffen Görig             | Ferrari F154CB 3,9 l V8 Turbo  | G     | 119   | + 13 tours            |
| 26   | LMGTE  | 60 | Iron Lynx                 | Claudio Schiavoni Sergio Pianezzola Andrea Piccini        | Ferrari 488 GTE Evo            | G     | 119   | + 13 tours            |
| 26   | LMGTE  | 60 | Iron Lynx                 | Claudio Schiavoni Sergio Pianezzola Andrea Piccini        | Ferrari F154CB 3,9 l V8 Turbo  | G     | 119   | + 13 tours            |
| 27   | LMGTE  | 93 | Proton Competition        | Michael Fassbender Felipe Laser (de) Richard Lietz        | Porsche 911 RSR                | G     | 115   | + 17 tours            |
| 27   | LMGTE  | 93 | Proton Competition        | Michael Fassbender Felipe Laser (de) Richard Lietz        | Porsche 4,0 l Flat-6 Atmo      | G     | 115   | + 17 tours            |
| 28   | LMP3   | 5  | Graff                     | Eric Trouillet Luis Sanjuan Sébastien Page                | Duqueine M30 - D08             | M     | 113   | + 19 tours            |
| 28   | LMP3   | 5  | Graff                     | Eric Trouillet Luis Sanjuan Sébastien Page                | Nissan VK56 5,6 l V8 Atmo      | M     | 113   | + 19 tours            |
| Abd. | LMP2   | 20 | High Class Racing         | Anders Fjordbach Dennis Andersen                          | Oreca 07                       | M     | 131   |                       |
| Abd. | LMP2   | 20 | High Class Racing         | Anders Fjordbach Dennis Andersen                          | Gibson GK428 4,2 l V8 Atmo     | M     | 131   |                       |
| Abd. | LMGTE  | 98 | Aston Martin Racing       | Paul Dalla Lana Mathias Lauda Ross Gunn                   | Aston Martin Vantage AMR       | G     | 119   |                       |
| Abd. | LMGTE  | 98 | Aston Martin Racing       | Paul Dalla Lana Mathias Lauda Ross Gunn                   | Aston Martin 4,0 l V8 Bi-Turbo | G     | 119   |                       |
| Abd. | LMP2   | 30 | Duqueine Team             | Tristan Gommendy Jonathan Hirschi Konstantin Tereshchenko | Oreca 07                       | M     | 64    | Suspension            |
| Abd. | LMP2   | 30 | Duqueine Team             | Tristan Gommendy Jonathan Hirschi Konstantin Tereshchenko | Gibson GK428 4,2 l V8 Atmo     | M     | 64    | Suspension            |
| Abd. | LMP2   | 31 | Panis Racing              | Julien Canal Nicolas Jamin Will Stevens                   | Oreca 07                       | G     | 50    | Suspension            |
| Abd. | LMP2   | 31 | Panis Racing              | Julien Canal Nicolas Jamin Will Stevens                   | Gibson GK428 4,2 l V8 Atmo     | G     | 50    | Suspension            |
| Abd. | LMP2   | 35 | BHK Motorsport            | Francesco Dracone Sergio Campana                          | Oreca 07                       | G     | 49    |                       |
| Abd. | LMP2   | 35 | BHK Motorsport            | Francesco Dracone Sergio Campana                          | Gibson GK428 4,2 l V8 Atmo     | G     | 49    |                       |
| Abd. | LMP2   | 28 | IDEC Sport Racing         | Paul Lafargue Paul-Loup Chatin Richard Bradley            | Oreca 07                       | M     | 33    | Problèmes électriques |
| Abd. | LMP2   | 28 | IDEC Sport Racing         | Paul Lafargue Paul-Loup Chatin Richard Bradley            | Gibson GK428 4,2 l V8 Atmo     | M     | 33    | Problèmes électriques |
| Abd. | LMGTE  | 55 | Spirit of Race            | Duncan Cameron Matt Griffin Aaron Scott                   | Ferrari 488 GTE Evo            | G     | 31    |                       |
| Abd. | LMGTE  | 55 | Spirit of Race            | Duncan Cameron Matt Griffin Aaron Scott                   | Ferrari F154CB 3,9 l V8 Turbo  | G     | 31    |                       |
| Abd. | LMP3   | 7  | Nielsen Racing            | Tony Wells Colin Noble                                    | Duqueine M30 - D08             | M     | 9     |                       |
| Abd. | LMP3   | 7  | Nielsen Racing            | Tony Wells Colin Noble                                    | Nissan VK56 5,6 l V8 Atmo      | M     | 9     |                       |

L'Oreca 07 n°39 de l'écurie Graff a été pénalisée de 3 tours pour ne pas avoir respecté le temps de conduite minimum de son pilote argent, Alexandre Cougnaud. Cela a eu comme conséquence un déclassement de la 3e place à la 9e place,.

## Pole position et record du tour
- Pole position :  Filipe Albuquerque (#22 United Autosports) en 1 min 38 s 268
- Meilleur tour en course :  Nyck de Vries (#26 G-Drive Racing) en  1 min 40 s 139

## Tours en tête
- no 22 Oreca 07 - United Autosports : 44 tours (1-19 / 62 / 85-86 / 88-93 / 96-109 / 111-112)[11]
- no 32 Oreca 07 - United Autosports : 73 tours (20 / 24-61 / 64-84 / 120-132)
- no 26 Aurus 01 - G-Drive Racing : 10 tours (21 / 94-95 / 113-119)
- no 39 Oreca 07 - Graff : 4 tours (22-23 / 63 / 110)
- no 50 Oreca 07 - Richard Mille Racing Team : 1 tours (87)

## À noter
- Longueur du circuit : 5,771 km
- Distance parcourue par les vainqueurs : 761,772 km